# Bob Baetens
Robert "Bob" Frédérik Louis Baetens (født 28. oktober 1930, død 19. oktober 2016) var en belgisk roer fra Antwerpen.
Baetens roede toer uden styrmand sammen med Michel Knuysen. De to belgiere blev europamestre i 1951 og var dermed blandt favoritterne ved OL 1952 i Helsinki. 
Ved OL 1952 blev de blot nummer tre i det indledende heat, men vandt derpå opsamlingsheatet og semifinaleopsamlingsheatet. I finalen førte belgierne et stykke af vejen, men blev til sidste uventet besejret af den amerikanske duo Charlie Logg og Tom Price, der vandt med næsten tre sekunders forspring til Knuysen og Baetens, mens schweizerne Hans Kalt og Kurt Schmid fik bronze.
Knuysen og Baetens vandt EM-sølv i 1953 og 1955, mens de vandt EM-bronze i 1956. Ved OL 1956 i Melbourne blev de sidst i deres indledende heat og i opsamlingsheatet og var dermed ude af turneringen.
Efter sin aktive karriere forblev Baetens involveret i rosporten. Han var medlem af bestyrelsen i ARV, sin klub i Antwerpen, og ansvarlig for klubbens baner. Endvidere var han med til at stifte det flamske roforbund og var ansvarlig for udtagelser til internationale stævner i 1970'erne, heriblandt til OL 1976.

## OL-medaljer
- 1952:  Sølv i toer uden styrmand